# Neg (イラストレーター)
Neg（ねぐ、1995年9月27日 - ）は、日本の イラストレーター、YouTuberである。大阪府出身、大阪市在住。身長182cm
“ネグ先生”の愛称で親しまれる。

## 来歴

### 学生時代
高校卒業後、大学に入学するも履修登録を全忘れする。その後大学側から呼び出しをされ説教されたがなんとか履修させてもらう。当初はイラストとは無縁の生活を送っておりプログラマーを目指していた。2017年6月大学4回生の頃、ゲーム制作中にイラスト素材が必要になった事で初めてのデジタルイラストを制作する。
大学卒業後、大学院に進学するも2018年7月にイラストに集中するため一年間休学。同年8月に集大成となるイラスト「蟲の街」を制作する。

### イラスト系Vtuber活動
- 2023年10月4日KADOKAWA刊行  「VISIONS 2023 ILLUSTRATORS BOOK｣に掲載。
- 2023年12月5日  株式会社翔泳社刊行ILLUSTRATIONシリーズ｢ILLUSTRATION 2023｣に掲載。
- 2023年12月22日に自身のYoutubeチャンネルで手をモチーフにしたVtuberアバターを公開[4]。このアバターは過去に制作したイラスト「口」[5]から流用している。
- 2024年1月13日にYoutubeでライブ配信開始。以降TwitchとYoutubeにてイラスト制作配信や視聴者から募ったイラストをプロの目線で添削する「イラストアドバイス」、ゲーム配信が好評となっている。ゲーム配信ではOver Watch、Minecraft、ShadowverseWB、都市伝説解体センター、Pokémon Trading Card Game Pocket、ゼンレスゾーンゼロ、ELDEN RING NIGHTREIGN、をプレイしている。
- オンライン教育サービスColosoで自身のノウハウを詰め込んだ講座を配信。
- 魔法構築ローグライクTPS『Spell Fragments』でキービジュアル、クラウドファンディング用イラストを手がける[6]。
- 2025年6月2日〜2025年7月31日 eプリントサービスでブロマイド&ステッカーをランダム式で販売する。

## イラスト制作使用機材
主にipad pro 12.9インチとApple Pencilを使用しており、イラスト制作アプリはprocreateをメインに依頼の内容によってCRIP STUDIO PAINT,Adobe Photoshopを使い分けている。procriateでのイラスト制作において主に使っているブラシはGUMROADで購入することができるMattyB FLORA 2: 150 Botanical Brushes for Procreateのtechnical pen。

## 主に影響を受けた人物・技法書

### 人物
- 富安健一郎(コンセプトアーティスト、INEI 代表)
- 今井喬裕(現代美術家)

#### 技法書
- モルフォ人体デッサン(ミシェル・ラウリチェラ 著, 布施英利 監修, ダコスタ 吉村 花子 翻訳,グラフィック社刊)
- スコット・ロバートソンのHow to Draw -オブジェクトに構造を与え、実現可能なモデルとして描く方法- (Scott Robertson 著, トマス・バートリング 著, Thomas Bertling 著, 平野早苗 編集, 株式会社Bスプラウト 翻訳,ボーンデジタル刊)
- Vision(ハンス・P・バッハー 著, 平野早苗 編集, 株式会社Bスプラウト 翻訳,ボーンデジタル刊)
- カラー&ライト(ジェームス・ガーニー(James Gurney) 著, 平野早苗 編集, 株式会社Bスプラウト 翻訳，ボーンデジタル刊)